# Scopula pedilata
Scopula pedilata är en fjärilsart som beskrevs av Felder 1875. Scopula pedilata ingår i släktet Scopula och familjen mätare. Inga underarter finns listade.